# 超戦士ガンダム野郎
超戦士ガンダム野郎（ハイパーせんしガンダムボーイ）は、コミックボンボン1989年1月号から1993年11月号に連載された、原案・監修：大河原邦男、原作：クラフト団、漫画：やまと虹一による漫画作品。

## 概要
『プラモ狂四郎』の流れを汲む、プラモデルを題材とした作品。直接的な続編ではないが、『狂四郎』の世界とリンクした設定・描写が存在する。また、亜留の実家の蔵で大河と亜留が戦った時に使用したシミュレーターはプラモ狂四郎に登場するタイプのものであった。主人公たちが自作のプラモデルをシミュレーターで戦わせる基本設定は『狂四郎』と同じだが、本作では登場するプラモデルをガンダムシリーズのみに限定し、当時人気の高かったSDガンダムが中心となっている。プラモシミュレーターの描写は、『狂四郎』のような機体を操縦する形もありつつプラモデル（SD戦士）と同化して戦う描写もあり、終盤には超常現象的にSD戦士と同化することも多かった。
本作の人気はSDガンダムにも影響を及ぼしており、本作オリジナルのガンダムの一部がプラモデルやカードダスで発売され、武者ガンダムシリーズや騎士ガンダムシリーズ等のモチーフになったものもある。
プラモ狂四郎程ではないものの、敵側が龍頑駄無や四代目大将軍、轟天頑駄無など主人公系のキットを操る場面がある。
終盤に大河達が将軍Xによって飛ばされたパラレルワールドの戦国時代では、最初の敵である改造タイプの奇械魔人サザビー以外はオリジナルや改造タイプのSD戦士は敵味方共に登場せず、大河達は新SD戦国伝 伝説の大将軍編の烈光達三烈神を使っていた。敵も等身大の武者頑駄無の敵キャラとい言う武者ガンダムシリーズに近い展開になっていた。ラスボスである将軍Xの正体も新SD戦国伝 伝説の大将軍編の闇帝王であった。
コミックボンボンで大河達と将軍Xとの最終決戦を掲載している頃は機動戦士Vガンダムが放送中だったため、新生大将軍の力によって大河のヴィクトリーガンダムがV2ガンダムにパワーアップしたことで、放送中のガンダムの主役機VS展開中の武者ガンダムシリーズのラスボスというシーンも登場した。
単行本は講談社ボンボンKCにて全12巻。再版として新装版全6巻が刊行された。新装版の終盤は作画者のやまと虹一の意向により、絵・セリフともに大幅な加筆と修正が施されている。

## あらすじ
SDガンダム好きの天地大河はガンダム研究会・通称G研に入り、ガンプラ等を動かす事が出来るシミュレーターで様々な相手とバトルを繰り広げたり、G研を狙う敵と戦っていく。

## 登場人物

### G研

#### G研三銃士
単行本（講談社コミックスボンボン版）6巻から8巻までの表紙裏や作中でG研会員が大河・ヒロシ・亜留の3人をこう呼んでいる。また、本人達も「SD三銃士」という言葉を使った事がある。
天地大河
G研東京支部に補欠で入会したガチャポン好きの少年。八百屋のせがれ。
SDガンダムに対する知識は豊富だが、ガンダムのアニメ自体に対する知識は乏しく、当初はG研の筆記試験で0点をとってしまったほどだった（本人も「俺はSDファンであってもアニメファンじゃないんだ…」とボヤいていた）。
当初は拙かったプラモ技術を燃える闘志で補い成長し、G研のエースとして、大河スペシャル（農丸）や千生将軍等を愛機として数々の強敵達を打ち倒していく。
将軍Xが支配するパラレルワールドの戦国時代にタイムスリップさせられたり、世界の命運を掛けて将軍Xと戦う等、終盤は命懸けの戦いが多くなる。
将軍Xとの最終決戦では仲間のヒロシや亜留と共に新世大将軍を復活させる。
杉本ヒロシ
名古屋支部のモデラー。名古屋弁で喋るが、「ズラ」という静岡の方言も使う。劇中では武者仁宇頑駄無の飛龍への変化を考案した人物とされている。
最初は妨害行為をする嫌なキャラクターで卑怯な手段をも使っていたが、途中からは大河の良きライバルかつ仲間の一人になり、共にスミス大薫や狼馬と戦う。
大暗黒SD連合の罠によって洗脳され、ガンキラーで大河の千生将軍と戦ったが、ガンキラーは千生将軍に吸収されて代わりにバサラマンダーが誕生、自身も亜留によって助け出される。
物語終盤で一度は将軍Xに体を乗っ取られるが、元に戻った後は将軍Xとの最終決戦で飛天頑駄無を操り戦う。しかし亜留と共に早々に戦線離脱してしまい、その後、新世大将軍の復活に力を貸す。
メインの登場人物の中での出番は大河に続く多さ。
豪多亜留(ごうた ある)
長野支部のモデラー。いつも迷彩服を着ている。
名家の御曹司らしく、自宅にはプラモ製作専用の蔵があり、プラモ狂四郎に登場したタイプのプラモシミュレーターまで備えている。
初登場の頃は3×3クロスと呼称する自作SD戦士群を引っさげ、高いプラモテクニックを誇示。伝説的モデラーのプラモ狂四郎の弟子と名乗っていたが、実際はアメリカのプラモマニアから、狂四郎の考えたオリジナルガンダムや会得した粘土を使った造形術等が記されたノートを仲間達と共に手に入れた事からそう名乗っていただけで、直接的な師弟関係はない。
後に大河、ヒロシと共にG研を代表するモデラーとなり、敵と戦う。
大暗黒SD連合との決戦では洗脳されたヒロシを救い出した後にキラーマスターで参戦し、洗脳された大河を元に戻そうとガンキラーを地面に叩き付ける直前にコンピューターGによって救出される。その後、四代目大将軍を元に戻すための頑駄無結晶をコンピューターGから受け取って大河に渡した。
大河とコンビを組んでヒロシとタケシの兄弟タッグと新型シミュレーションを利用した戦いでは大河のサポートに回る。
白龍頑駄無と黒龍頑駄無の戦いの後出番が激減するものの、白銀の飛天頑駄無を狙う将軍Xに体を乗っ取られる形で再登場。将軍Xが離れた後は最終決戦に参戦、神秘騎士ネオガンダムを操る。早々に戦線離脱してしまうが、大河、ヒロシと共に新世大将軍を復活させる。

#### 大河達の仲間
城ススム
大河の知人で東京本部の補欠会員。第一話から登場したライバルキャラであり、最初は嫌味な秀才肌だった。
大河との初戦となったG研入会の為の実戦試験では1/100パーフェクトガンダムを使用するが、BB戦士の武者ガンダムに敗北する。（そのせいで補欠会員となった。）
ストーリー中盤で狼馬に洗脳され、ハンブラビを操り狼馬の操るマスクコマンダーと共に大河を追い詰めるが、その最中にアクシデントで洗脳が解け、ヒロシと共に大河の救援に駆け付けた。
しかし、何故かそれ以降登場しなくなる。
富士のり子
通称ノリピー。東京支部の会員で大のガンダムアニメファン。
シミュレーションバトルでは目立った戦績は残していないが、ガンダムクロスの武者仁宇のアムロの顔を自分の顔に改造出来るほどの腕前はある。
杉本タケシ
杉本ヒロシの弟。中野地区のプラモ大会で何度も兄と優勝を争うほどのモデラーで、千壱将軍や千壱副将軍を作った。
初戦では千壱将軍を操縦して狼馬のガンキラーにダメージを与え、ヒロシのバサラマンダーと共に大暗黒SD連合に善戦するも、大暗黒帝デラーズに敗北してしまった。
その後も大河やヒロシと共にシミュレーションバトルをしたり、枢軸軍団アクシズと戦った。
星 拳児狼(ほし けんじろう)
G研内の組織・SD少年コマンドの一員。
久し振りに会った獅子丸は彼の事を「流れ星の拳」と呼んでいた。
鬼稔(きねん)
三重県の山寺・萬代寺(ばんだいじ)の僧侶。
小宮山が寺宝の絵巻を盗んだと勘違いして萬代寺まで連れてきたが、怒羅言仙人（狼馬が変装した姿）が真犯人と分かって誤解は解け、枢軸軍団アクシズと戦った。
阿夢呂丸(あむろまる)
大河がパラレルワールドの戦国時代で会った少年。父は機動武者や奇械魔人を作った丁夢礼(てむれい)。
烈破頑駄無を操って将軍Xと戦った。

#### 指導員達
G研内で大河達を指導している大人達。
中には実在の人物もいる。
川口克己
G研を発足させた内の1人。実在の人物。
G研入会の為の試験会場の審査員として大河に会って以降は顔を合わせていなかったが、大河がSD少年コマンド本部に行った際にコマンドのコーチとして再会。（最初はコンバットキラーと名乗って顔を隠し、大河に抜き打ちでコマンド入隊テストを行った。）
大河と共に戦国時代に飛ばされた時は阿夢呂丸の父・丁夢礼を助けた後に大河と合流、烈空頑駄無と一体化して将軍Xと戦った。
エビルコマンド崩壊後、G研の指導員となっている。
小宮山
講義担当。実在の人物。
第2話から登場し、大河達を見守ってきた。基本的には優しい性格で、シミュレーションバトルでインチキをしたヒロシに、武者仁宇の飛龍化身のアイデアを考えた貢献者という事でチャンスを与えるなど懐の深い部分があるが、意外と失言をしてしまったり、大河にとっては理不尽なバトル条件を押し付けてしまうことがあったりもする。
バトル＝ボールというシミュレーションバトルのシステムを作るほどの技術の持ち主。
敵に不意打ちなどで捕らわれ、利用されてしまったことも多かったが、本来はかなりの実力の持ち主。作中で一度だけG研三銃士とシミュレーションバトルをした事があるが、三人を相手に互角の戦いをしていた。
物語終盤で「小宮山指導員にかわり あらたに長谷川指導員がG研メンバーにくわわることになった」とナレーションがあり、そこからほとんど登場しなくなる。
奈良岡
元祖SDガンダムの開発部員。岡崎が元祖SD担当になった後もしばらく姿が散見されたが、何の担当になったかは不明。
岡崎
奈良岡に変わって元祖SD担当になった指導員。
最初は「特別会員の『ダルタニアン岡崎』」を名乗りフェンシング選手の格好で正体を隠し、東京支部の会員とバトルをして相手が負けたら会員証を取り上げていた。本人曰くG研全国大会の出場者を決める予選バトルらしく大河にも戦いを挑むが敗れ、G研の指導員である事を明かした。
青山
カードダス担当。狼馬と戦うヒロシと亜留の元に行こうとした大河に、SD戦士として戦うための麗騎士レッドウォーリアのカードを渡した。
恩田
シミュレーションシステムのバトル＝サーキット担当。
長谷川
3年間、地獄山のG研開発センターでSD戦士の研究に取り組んでいたのちに東京支部に戻ってきた。
大河と（将軍Xが取りついた）ヒロシとの戦闘後、神秘の力により天上界という場所に転送され、新世大将軍に会う。
コンピューターG
G研東京支部があるビルをコントロールするスーパーコンピューター。
シミュレーションバトルのコーチの『覆面トレーナー』と名乗りモニターで姿を見せ、会員達と対戦するが反則をしてしまった事で大河に再戦を申し込まれ、ハイパーガンダムのデータを採取する機会と考えて承諾。大河に敗れた際に、モニターでの姿はコンピューターが作り出したホログラフィーである事を明かした。なお、単行本2巻の巻末で、覆面トレーナーの出現はスーパーコンピューターの暴走であると書かれている。
その後、強敵に苦戦する大河達を度々助けた。

#### 主な会員
上杉剣太郎
G研東日本集会に北陸代表として参加。元祖SDを使った二回戦ではガンダムNT-1を操縦してススムの武者駄舞留精太を倒すが、大河の武者頑駄無に敗れる。だが、亜留との戦いにこだわるあまり、決勝戦（使用が許可されているのはBB戦士）に無理矢理参加し、元祖SDのサザビーで大河の農丸を奇襲。そこに亜留の（レッドウォーリアが偽装した）闇皇帝が現れて彼にターゲットを変えるが、一撃で倒される。
なお、作中で大方の予想では決勝戦に進むのは上杉と亜留と思われていた事が語られている。
北上 明（きたかみ あきら）
G研東日本集会に東北代表として参加。元祖SDを使った二回戦では百鬼丸を操縦し、大河の武者頑駄無と対決。アルミホイルに百鬼丸の姿を写した分身の術を使うがすぐに見破られて倒される。
G研全国大会ではBB戦士の百鬼丸で大河の武者頑駄無と再戦するが、間に割り込んできた南郷剣山の武者璽悪に一撃で破壊される。
南郷剣山
G研全国大会に宮崎代表として参加。武者璽悪を操縦していたが、北上の百鬼丸を倒した直後に亜留の紅武者が現れ、対抗するために背中の暗黒のかけらが離れた事で弱体化し、大河の武者頑駄無に倒される。
その後、九州支部が椎谷のガンキラーや大暗黒SD連合のマスクコマンダーの襲撃を受けて応戦、応援に駆け付けたG研三銃士と共にガンキラーやマスクコマンダーを倒す。
関 宏明
G研全国大会に関東地区代表として参加。
千竜将軍を操縦してヒロシの二代目将頑駄無と対決するが、スミス大薫が正体を現して復活闇将軍を出現させた後は大河達の味方になり、大河が操る（三代目大将軍の魂が入った）ガンダムF90に閃光剣を渡した。

### 敵対勢力

#### 三巨悪
スミス大薫(-だいくん)
ガンダム野郎最初の強敵。
SD仮面を金で雇ってG研を攻撃させていたが、G研全国大会では暗黒のかけらを使って他の選手を操り、自身も正体を隠して参加していた。大会終盤で正体を現し、全ての暗黒のかけらを殺駆頭に集めて完成させた復活闇将軍を使って大河の三代目大将軍を圧倒するが、三代目大将軍の魂をF90へと移して仲間達の力を借りた大河の前に敗れる。
後に狼馬と手を組んで大暗黒SD連合を結成。G研を襲撃するが、途中で狼馬を裏切る。しかし大河達に敗れて大暗黒SD連合は壊滅した。
また、獅子丸を含めた三人で手を組み、武者頑鬼羅阿で大河達と対戦。大河の太陽龍頑駄無を追い詰めるが、同盟を結んだ獅子丸が操縦するモビルモンスタービグザムが闇大帝に両断された事で狼馬と共に反旗をひるがえす。しかし闇大帝によって武者頑鬼羅阿とガンキラーIIを融合されて千生鬼羅阿にされ、意のままに操られた末に大河の雷帝千生神将軍に特攻させられた。
狼馬舞留人(ろま まいるど)
ガンダム野郎第二の強敵で、暗黒SD連合のリーダー。
様々なMSの特徴を持った最強の戦士『ガンキラー』を作り上げるほどのモデラー。また、スミス大薫とは家自体が敵同士。
最初の戦いではススムを洗脳し、マスクコマンダーとザウエルRジャジャを同時に操って大河達と戦ったが敗北。
後に全国のG研関係者達に送った黒いスーパーファミコンソフトを通してSDスピリットを集めて完成させたガンキラーを使い、大河の愛機である大福将軍を倒して大河を一度は再起不能に追い込む。北海道の牧場でヒロシ、亜留の二人を罠にかけるが、復活した大河によって救出され、大河達と戦いサラマンダートップとなった千生将軍にガンキラーを倒される。
大河達に敗れた後、敵対していたスミス大薫と手を組んで大暗黒SD連合を結成、大河達に対する強大な敵となる。
その後裏切られたものの、再度スミス大薫と結託、更に獅子丸も加えて枢軸軍団アクシズを結成する。大光帝を狙い怒羅言(ドラゴン)仙人という姿に化けてフューラーコマンダーを操り大河達と戦うが敗北、逃げ去る。この時に結界コントローラーを落として大河に拾われる。
千本木獅子丸
ガンダム野郎第三の強敵で、エビルコマンドの代表。星とはSD少年コマンドの同期だったが、キットに火や刃物、電気を使い、相手がギブアップをしても粉々になるまで攻撃を止めない残酷なプレーをしていたため、少年コマンドのコーチに仲間共々除名させられた。しかし少年コマンドからエビルエンペラーのデータを盗み出してエビルコマンドを結成する。
大河達と戦うために、様々な仕掛けがあるコロッセオやエビルエンペラーが隠されたG研ビルのある町などのジオラマを作っていた。
ダースベルガを好んで使用しているが、一度キャプテンレッド（海賊）を使って星のキャプテンレッドと戦った。
後にスミス大薫と狼馬と手を組み、モビルモンスタービグザムを操縦して大河と戦うが、攻撃が誤って味方の闇大帝に当たりかけ、闇大帝に倒される。

#### 三巨悪の関係者
SD仮面
仮面とマジシャンのようなハットとマントを着けた謎のモデラー。G研のコンピューターに侵入したりG研の施設にダメージを与えるウイルスをばら蒔くなどの技術をもっている。
大河・ススムとヒロシの元祖SDを使ったバトルに突如乱入し、元祖SDのサイコガンダムでヒロシのリック・ディアスとススムのスーパーガンダムを握り潰した。その後も幾度にも渡って大河やG研に戦いを挑み、ダメージを与えてきた。
後にスミス大薫が金で雇った傭兵モデラーである事が発覚する。
なお、SD仮面の「SD」は「サタンデビル」の略。
椎谷明寿名(しいや あすな)
スミス大薫の一の子分で、別名『北海のシャア』。
G研北海道支部で大河と亜留を待ち受けて七面武神で戦い、敗北こそしたがレッドファイター91とレッドウォーリアをボロボロに破壊した。その後、ガンキラーでG研九州支部を襲撃している時に大河達と再戦するが敗れる。
名前の語源はシャア・アズナブルと思われる。
千本木鷹丸、千本木牛丸
獅子丸の弟。九州から大河に挑戦する為に母と共にやってきた。
G研九州支部の会員と思われていたが、実はエビルコマンドの一員で、兄と共に大河達と戦った。

#### 真の敵
将軍X
鎧兜をまとった謎の人物。超次元の生命体で頑駄無闇大帝や魔殺駆等の姿に化けるが、その正体は闇帝王。
最初はスミス大薫らアクシズの黒幕となり、闇大帝を復活させたものの大光帝と大河の雷帝千生神将軍によって倒される。
後に大河達を己の支配するパラレルワールドの戦国時代へとタイムスリップさせ、魔殺駆の姿で大河達の操る烈光達三烈神と戦った。一度は優位に立つも逆転されて敗北。
その直後、現代に帰還してG研ビルを乗っ取るが、大河の飛天頑駄無超将軍に倒されて逃亡。巨大な目玉となって大河の知人の拳太やヒロシ、亜留を操って白鋼の飛天頑駄無を狙い戦いを挑む。白鋼の飛天が赤鋼の龍と青鋼の隼と一つになって消えた後も全国のSDガンダムを魔殺駆に変えるなど悪事を働くが、自分のいる異空間でG研三銃士と対戦し、彼らが乗るV2ガンダムのコアファイター、トップファイター、ボトムファイターを心技体の鳳凰として完全復活した新世大将軍によって倒された。なお、新世大将軍を一度力の源である心技体の鳳凰を奪って卵に封印している。

## 主なオリジナルのMS・SD戦士

### シーサー系
天地大河スペシャル
武者頑駄無の頭部に大河のトレードマークともいえるシーサー（作中ではアニマルスピリットとも呼ばれている）を付けた武者。後に『農丸頑駄無』としてSD戦国伝に逆輸入された。
亜留との戦いでレッドウォーリアに敗れるまで、長く大河の愛機として活躍した。
SDとしての初登場時のシーサーの顔の造形はその時の大河の技術不足もあり不細工な物で、ススムが誤ってシーサーを落として粉々になってしまった。東日本集会の二回戦では元祖SDの武者頑駄無の頭部にアニマルスピリットを出現させた事もある。
また、大河スペシャルと同じく獣を兜に乗せたSD戦士として、武者仁宇ヒロシスペシャル（兜に龍の頭）と武者摩亜屈ススムスペシャル（兜に鳥の頭）も一度だけ登場した。
大農丸
ベースは二代目頑駄無大将軍で、前立てに頑駄無結晶の鳳凰を付けた農丸のシーサー、腹部に隠密の鬼面、右肩に二代目大将軍の鳳凰の頭、大目牙砲に翼を付ける。カラーリングは白い部分が概ね農丸に準じている。
嗟丹の兄弟との戦いでレッドウォーリアからプラモの残骸の中に眠る大将軍へと大河の意思が移り、パーフェクトガンダムが浴びた接着剤を使ってシーサーを兜にくっつけて完成させた。初めてSDスピリット指数が表示されたSD戦士でもある。
なお、その時は刀しか使っていないが、後のカードダスのイラストでは左手に農丸のナギナタも持っている。
大福将軍
ベースは三代目頑駄無大将軍で、五つの光の玉を外し、前立てに頑駄無結晶の鳳凰を付けた副将軍のシーサー、胸部に副将軍の鬼面、腕に副将軍の手甲の一部を付ける。武器は副将軍の刀と太陽の軍配。カラーリングは概ね副将軍に準じている。BB戦士No.87影荒烈駆主に大福将軍のマスクが付属している。
マスクコマンダーとザウエルRジャジャ、ガンキラー等と言った強敵達と戦った。シーサー系の中では最強のSDスピリット指数163を誇ったが、これまでの戦士のSDスピリット指数を遥かに上回る1000を持ったガンキラーに倒されて以降シーサー系は登場しなくなった。これまでの大河の愛機のシーサー系の完全な敗北は読者に新たな敵の強大さを伝えた。
赤福将軍
頑駄無副将軍がベース。ススムの作であり、赤を主体にしたカラーリングと兜と肩鎧のシーサーが特徴。武器は副将軍と農丸の刀、副将軍と農丸のタネガシマを合体させたWタネガシマ。三つのシーサーを相手にぶつける必殺技・トリプルシーサーを持つ。
分身したマスクコマンダーとザウエルRジャジャの本体を見つける為に大河の大福将軍と共に四つのシーサーを相手にぶつける合体技を使ったこともある。

### レッドウォーリア系
レッドウォーリアは厳密には『プラモ狂四郎』からの登場だが、本作では亜留が製作したバリエーションが登場している。
レッドウォーリア
別名パーフェクトガンダム3。かつて初代プラモ狂四郎が第一回ワールドシミュレーション大会で使用したRX-78ベースのオリジナルガンダムのひとつ。
渡米していた狂四郎がその設計図や模型テクニックを書き記したノートが存在しており、豪多亜留がアメリカのプラモマニアから入手。設計図をベースにSDタイプで作成した。
亜留の専用機「3×3クロス」の1体として組み込まれており、パーフェクトガンダムが狂四郎の象徴であるのに対する亜留の象徴的な機体となっている。初登場時は闇皇帝の外装に身を隠していた。
亜留が大河達と組むようになってからは、大河が借りて使用する場面もあった。亜留が操縦する時はレッドウォーリアに瞳が描かれていないコマが大半なのに対し、大河の時は瞳が描かれている事が多い。
のちに、BB戦士No.99赤龍頑駄無の軽装タイプとして商品化されている。
紅武者(レッドウォーリア)
サポートマシンのバイクにまたがった改良タイプのレッドウォーリアから、武者タイプの「紅武者」に変形するトランスクロスタイプのガンダム。バイクもそれに連動し、騎馬メカ「駄尾怒尊(ダビッドソン)」に変形する。SDスピリット指数は、レッドウォーリアは50、紅武者は88。
亜留がG研全国大会にて使用。途中、暗黒のかけらに操られて大河の武者頑駄無と戦う。
レッドウォーリアシリーズの中でも初の武者タイプとして人気が高く、本作連載当時、コミックボンボン10周年記念としてオリジナルガレージキットのプレゼントが行われたことがあった。
『ガンダムビルドファイターズトライ』にてアレンジが加わった「紅武者アメイジング」が登場した。
レッドファイター91
ガンダムF91をベースとした機体で、鬼のようなマスク、鳥の顔を思わせる胸部とバックパックの翼が特徴。デザインは大河原邦男。SDスピリット指数130。
武装は、ビームサーベル、胸のイーグルバルカン、鳥の口を開いて発射するアンカー、ウイングカッター。
亜留が製作したオリジナルは両肩に「R」と「F」の文字があるが、のちに設計図を譲り受け大河が製作した機体は文字が「A」と「T」に変わっている。
レッドウォーリア改
レッドウォーリアの後継機として亜留が製作。マグマパワーによる体当たり攻撃・マグマアタックを使うことができる。
レッドウォーリアをリファインした機体で設定資料によれば正式名称は「ニューレッドウォーリア」となっており、アーマーパーツを装備している（「フルアーマー ニューレッドウォーリア」）。デザインは大河原邦男。
素体のニューレッドウォーリアは一見して初代レッドウォーリアに近い外観だが、RX-78ベースだった初代とは異なり、全く新しいオリジナルデザインになっている。
大河のレッドファイター91、ヒロシの千生将軍（ザクレロヘッド）と共に鳳凰頑駄無と戦う。鳳凰頑駄無と鳳凰が出世変化した初代頑駄無大将軍に対して二回マグマアタックを使うが、初代大将軍には効かず打ち返されるという結果に終わっている。
吟遊騎士レッドウォーリアRのモチーフとなった。
赤鯱将軍(あかしゃちしょうぐん)
海賊騎士キャプテンレッドが頑駄無結晶(ガンダムクリスタル)によって変化した姿。ただし、形はまったくの別物の武者タイプになっている。
頭部は尾びれが2つになった千生将軍の兜にレッドウォーリアの顔、両腕と胴体は千生将軍とレッドウォーリアを併せたような形で、足はレッドウォーリア、バックパックはレッドファイター91のものとなっている。武器は頑駄無結晶とキャプテンレッドの剣と合体して出来た『結晶剣(クリスタルソード)』で、左腕にレッドウォーリアの盾を装備している。
千生将軍とレッドウォーリアの両方の特徴を持った、ガンダム野郎を象徴していた系統の融合とも言えるオリジナル武者頑駄無。
本編中のレッドウォーリアのバリエーションで、唯一亜留が関与していない。

### 3×3クロス
読みは「サザンクロス」。亜留専用の9体の機体の総称。作中の描写から下記の4機は判明しているが、残りのラインナップは不明。
作中で亜留は通常のパーフェクトガンダムも使用したが、3×3クロスとは呼んでいないため含まれるかは不明。
騎士ガンダム
レッドウォーリア
将頑駄無
武装を変えパーフェクトガンダムになり、パーツを全て取り外す事でガンダムになる。亜留は「武者クロスとウェポンクロスのダブルアーマー」と呼称していた。
ツインクロスメカ
アーマーを組み替えて武者タイプとナイトタイプに変形する。デザインはときた洸一。設定資料によれば正式名称は「ツインクエストクロス」。作中に4番目に登場したが亜留は「3×3クロス パートII」と呼称している。

### 千生将軍系
レッドウォーリア、ガンキラーと共に本作を代表するSD戦士であり、様々なカスタムモデルが登場している。
千生将軍(せんなりしょうぐん)
ガンダムF91、ザクレロ、豊臣秀吉をモチーフにしたSD戦士。デザインが横井孝二なのは現実と同じだが、作中では同じく横井が考案したマスクコマンダーを奪った暗黒SD連合に対抗するために大河のSD戦士として作ったという設定。当初はヒロシが使用し、後に大河の愛機となった。北海道での狼馬との決戦にて、ガンキラーのSDスピリットを吸収しパワーアップする。
千生将軍は頭部がザクレロのザクレロヘッドとパワーアップして頭部が鯱に変わったサラマンダートップとに区別される。基本的にザクレロヘッドはヒロシの愛機、サラマンダートップは大河の愛機として定着している。なお、BB戦士及び元祖SDになったのはサラマンダートップの状態のみである。SDスピリット指数は、ザクレロヘッドは250、サラマンダートップは1250。
千生将軍改
千生将軍（サラマンダートップ）にレッドファイター91のバックパックとガンダムF91のフェイスオープンのパーツをつけたもの。鯱の目に目眩まし用のライトを仕込んでいる。SDスピリット指数1380。
千生武装(せんなりアーマー)
武者璽威武装(むしゃジーアーマー)のディテールを、鯱をイメージとしたものに変更したもので千生将軍（改）を収納できる。大河に頼まれて亜留が製作した。
千生大将軍
本編では千生と千壱の衝突によって現れた黄金に輝く武者の幻影として初登場。
後の戦いで千本木鷹丸のバウンティーハンターグフがパワーアップパーツに使っていた大将軍の証である頑駄無結晶を奪った千生将軍とバサラマンダーが合体して誕生。一撃でバウンティーハンターグフを倒し、小宮山よりBB戦士No.100の称号を与えられた。また、鬼稔の阿修羅頑駄無も撃破している。意外にもこのキットの使用は初登場の時を除いて阿修羅頑駄無と戦ったわずか一回だけである。
鎧は合体して大爆火蜥蜴(ダイバサラマンダー)または千生鳳凰になる。
雷帝千生神将軍
大河が、拾った結界コントローラーで作り出した光の結界の起こした光の奇跡によって誕生した最強の千生将軍。千生鬼羅阿や頑駄無闇大帝と戦った。
鎧は合体して超伐折羅曼蛇(スーパーバサラマンダー)になる。
BB戦士No.108として発売された。
千生大光帝
頑駄無大光帝が千生将軍と合体して、頭部の和魂の部分が千生将軍を象徴する鯱の顔になった状態。闇大帝にトドメを刺した。
事実上、これが千生将軍の最後のバリエーションとなる。
当時のコミックボンボンのカラーページには大光帝を千生大光帝に改造するカラーイラストがあった。
千壱将軍
タケシが作ったSD戦士で、千生将軍の弟分というだけあって千生将軍（サラマンダートップ）とデザイン（特に頭部）が似ている。バサラマンダーと合体してパワーアップできる。本体はザクレロ顔の胸部で、千生将軍改と戦った時はバラバラになっても復活した。
武器はさすまた、カマヴェスバーという鎌。カマヴェスバーは初登場時はバックパックにじかに鎌を付けていたが、二度目はガンダムF90-Vタイプのものと似たヴェスバーを背負い、そこから鎖鎌を発射していた。
モチーフはガンダムF90-Vタイプとザクレロ。
SDスピリット指数は「300?」と疑問符付きで表記されていた。
余談だが、単行本7巻の表紙のイラストとそれ以外ではカラーリングと細部のデザインが違っている。
千壱副将軍
千壱将軍の頭部と両肩に鎧が追加され副将軍としてパワーアップした姿。
胸部と千壱副将軍の面、大鎌が合体して攻撃する事も出来る。
千生大将軍と共に阿修羅頑駄無と戦った。

### ガンキラー系
ガンキラー
狼馬舞留人が造り上げた、ガンダムキラーといえる戦士で、あらゆるMSの長所を取り入れている。自在に腕や脚を伸縮させ、上半身だけでも活動可能。
主な武装は肩に装着されたギロチンバグ、両眼から照射する何でも溶かすビーム、掌から出す針、爪先の刃。
狼馬が大河達全国のG研のメンバーの元に黒いスーパーファミコンのソフトを送り込み、それを通してソフトをプレイしている大河達のSDスピリット指数を吸収した事で完成した。
その後、輝くF91に擬装して後輩の訓練中の大河に戦いを挑む。そして大福将軍を圧倒、大河を昏睡状態に追い込んだ。これまでの最強の機体であった大福将軍をかすり傷一つ負わず圧倒的な強さで叩き潰し、読者に対してガンダム野郎の新たな展開を告げた。
狼馬の機体は0号機でカラーは赤。後に量産され、5機でG研の支部を襲ったり、武者仁宇のような角を持ったヒロシの機体や大暗黒SD連合により洗脳されたトリコロール塗装の大河の機体が登場した。
初登場の時は圧倒的な強さを見せたが、その後は3対1とは言え、合計しても自分の半分程度のSDスピリット指数の相手に伸ばしていた脚を切断され、レッドファイター91と麗騎士を倒してスピリット指数を吸収するも、千生将軍のスピリット指数を吸収しようとして逆に自身の指数を吸いとられ、サラマンダートップとなった千生将軍に瞬殺された。
後にマスクコマンダーの大軍を率いた椎谷が使うも、キャプテンガンダムと大破した璽威武装の合体したキングフェニックスにマスクコマンダー共々倒された。
大暗黒SD連合の最終決戦では、狼馬の機体が千壱将軍に大ダメージを与えられる。
また、ヒロシが洗脳される際の描写で大暗黒SD連合のエージェントが操る龍頑駄無から集中攻撃を受ける千生将軍がパワーアップする際にガンキラーへと変わっていくのはガンキラーのSDスピリットを吸収してサラマンダートップにパワーアップしたことへのある種の狼馬からの大河への仕返しと見えなくもない。
名前と容姿から『ウルトラマンA』の“エースキラー”を彷彿とさせる。後にバンプレストのゲーム『コンパチヒーロー』シリーズのオリジナルキャラクターとして『ガンダムキラー』と言うキャラクターが登場したが、そちらはガンダムタイプのMSの伝統にのっとった姿をしていた。
SDガンダム外伝やSDコマンド戦記、ガンドランダーにもガンキラーがモチーフのキャラクターが登場している。
連載当時はガチャポンでの製品化のみだったが、それから20年を経た2016年にプレミアムバンダイ・魂ウェブ商店の受注製品として『元祖ＳＤワールド』の第1弾として商品化が発表された（製品No.は『0089』）。
ガンマスター
コンピューターGの力により大河のガンキラーとキラーマスターが合体した戦士。
大河のガンキラーが明るいトリコロールの色合いである事とキラーマスターのパーツによって、悪役のガンキラーの外見が一変した。芯はガンキラーだがマスクの部分は通常のガンダムタイプのものになっている。キラーマスターの本体はバックパックとして装着され、分離も可能。
武者頑鬼羅阿(むしゃガンキラー)
武者の姿をしたガンキラー。刀と槍を武器に持つ。スミス大薫が操り、大河達の白龍、青龍、赤龍の三体を相手に戦った。白龍達が頑鬼羅阿との戦いの中で太陽龍(サンりゅう)頑駄無へと合体するが、有利に戦いを進める。
千生鬼羅阿(せんなりキラー)
千生将軍の姿をしたガンキラー。闇大帝が雷帝千生神将軍の誕生に対抗して武者頑鬼羅阿と狼馬が操るガンキラーIIを融合させて誕生させた。闇大帝に操られるままに雷帝千生神将軍と戦うが、最後は闇大帝に反撃し、その為闇大帝によって雷帝千生神将軍に突撃させられる形で自爆する。（ただ、千生はそれをかわして無事だった。）

### リアルタイプ
フルアーマーΖガンダム
この名前を持つガンダムはこの漫画の中では複数存在している。
最初はススムのΖプラスと戦う大河のΖガンダム（1/144で変形機能無し）がリ・ガズィのバックウェポンシステムをフルアーマーとして装備してΖプラスの火力に対抗する防御力を得たが、その分重くなって変形機能を持つΖプラスについて行けず、すぐにパーツは排除された。
その後、フライングアーマーと呼ばれる、合体し飛行メカになるアーマーを装備した完成形と言えるタイプの物が登場し、大河の武者ガンダム リアルスペシャルと戦う。更に武者空陣 浮羅威矢のデータを元に完成度を高めた物がF90と共に作中に登場するが、SD仮面が散布したコンピューターウイルスによってそのデータを消滅させられ、以後この名を持つガンダムが登場する事は無かった。
コンバットガンダム
SD仮面のオリジナルMS。その名の通りに迷彩塗装が施された兵士のような意匠のガンダム。BB弾の弾倉であるバックパックとチューブで繋がれたM-16スペシャルや戦闘ナイフなどといったミリタリー風味の強い武器を持つほか、カメレオンのような風景への同化能力も有する。また、支援を行うステルス機B-2と合体して「コンバットスペシャル」となり、飛行能力を得ることも可能。
大河の操る武者精太を圧倒したが、落雷でデータに異変が起こって武者精太が騎馬メカの緒羅四恩と共にリアルタイプにパワーアップ、ケンタウロススペシャルに合体した後、ススムの改造でケンタウロスに翼が生えた事により空中戦を繰り広げるが、シミュレーションシステムのバトル＝ボールが爆発してバトルは中断され、決着はつかなかった。
ガンダムF90（三代目大将軍合体状態）
復活闇将軍との戦いで大ダメージを受けた三代目大将軍のSDスピリットとF90のデータが融合した姿。
関 宏明より渡された閃光剣を手に戦うが復活闇将軍に苦戦する。しかしヒロシの二代目将頑駄無、千竜将軍の武器をハードポイントに装着した事でパワーアップし勝利する。
グレートガンダム
大河が亜留とヒロシと共に向かった将軍Xとの最終決戦で、魔殺駆との戦いで使用したVガンダムの武装を破壊され両腕を失った際、新生大将軍の力でファーストから始まる歴代ガンダムのパーツで強化された姿。
Vガンダムの本体をベースにRX-78
ガンダムのシールド、ガンダムMk-IIのビームサーベル、Ζガンダムのバックパック、ΖΖガンダムのダブルビームライフル、νガンダムのフィンファンネル、ガンダムF91のヴェスバー、更に腰にはMk-IIのバズーカ、脚にはガンイージのビームライフルを装備している。
ダブルビームライフルとシールドは両腕に装備され、Ζのバックパックをベースに残りの武装はバックパックに一纏めにされている。ガンダム野郎最後のオリジナルガンダム。

### 元祖SDを使った改造キット
サイコタンク
ヒロシが送られてきた設計図を元に作成したSD戦士。元祖SDの（改造）サイコガンダムと車体から構成されていて、MA形態のサイコが砲塔となる。設計図の送り主はSD仮面だがヒロシはそれを知らなかった。
バトルの途中からヒロシはガンダムクロスの武者仁宇を装着して車体からサイコガンダムを操っていたが、サイコガンダム部分は光を吸収する蓄光材で作られた『伝説の剣』によって倒され、SD仮面がステルス戦闘機と共に操った車体部分は大河の武者摩亜屈、ヒロシの武者仁宇、ススムのガンダムMk-IIの合体したリアルタイプの武者摩亜屈に倒された。
キングフェニックス
ガンキラーに大破された璽威武装とキャプテンガンダムの合体キット。SDスピリット指数1010。
大河達から聞いた七面武神の接着剤入りの含み針のアイディアから思いついたヒロシが璽威武装の主砲から打ち出そうと、接着剤を璽威武装の主砲部分の真下にセロテープで接着していた事でシミュレーションの中でキャプテンガンダムを改造することができた。
キングフェニックスのデータは初代頑駄無大将軍の完成やVコマンドガンダムの強化に活かされたと次の話では書かれていた。
大暗黒帝デラーズ
スミス大薫が操る、元祖SDの闇皇帝とフューラーザタリオンを組み合わせた超巨大SD戦士。SDスピリット指数は3000だが、他のSD戦士を食べて吸収する事で指数を増やす事ができる。
登場後すぐにダメージを受けていた狼馬のガンキラーを食らう形で合体する。千生将軍、バサラマンダーと千壱将軍に圧勝し、吸収するほどの強さをもつ。
ダースベルガ
獅子丸が使用したキット。コロッセオのジオラマで大河と星と戦う際、キット内に仕込んだ発電機でジオラマの仕掛けを動かしたりニクロム線を高熱に熱する等の戦法で大河と星の二人を圧倒するが、ピットインによりパワーアップした大河のキャプテンガンダムFFと星のスターガンダムGP01に倒される。
ファイヤーフォーメーション 炎牙（えんが）
獅子丸のダースベルガとのバトルで苦戦した大河がピットインして、キャプテンガンダムFFのライオン形態に、キャプテンガンダムの2WAYライフル・ガンアーマーのハイパワービームキャノンとガトリングガンと、キャプテンガンダムに関係のある火器を全て取り付けた形態。
スターガンダムGP01（改修型）
グリーンベレーガンダムとの戦闘で両手を破損した元祖SDのスターガンダムを修理したもの。
少年コマンドのプラモサーキットでピットインの代わりに用意されている工作室には元祖SDが無かったため、リアルタイプの指が可動する手首を利用して修理し、射撃精度が向上した。また、シールドの中にはビームサーベルを仕込んでいた。
バウンティーハンターグフ
千本木鷹丸が操縦。ターミネーターシリーズのT-800がモチーフのザクバーダインスケルトンT800というSD戦士を体内に仕込んで大河のキャプテンレッドと戦うが、再生機能として磁石を使っていたせいで、共に戦っていたエビルエンペラーのアンテナ部分を破壊する結果となった。

### BB戦士を使った改造キット
闇殺駆頭
大河の武者頑駄無 大河スペシャルとヒロシの武者仁宇と戦って敗れた殺駆頭（闇将軍）の姿をしたコンピューターウイルスが新たなウイルスを入れられ復活、パワーアップした姿。全身は黒く、頭に蝙蝠のような獣の顔が付いている。
暗黒剣を武器として持ち、罠によって関節を破壊されたリアルタイプの武者頑駄無、武者摩亜屈、武者仁宇にトドメを刺そうとするが、コンピューターGが変化した大将軍によって元のSD戦士として再生されるだけでなくそれぞれ頭部に守護獣の兜飾りを追加した大河スペシャル（シーサー）、ススムスペシャル（鳥）、ヒロシスペシャル（龍）の守護獣達によってウイルスを食い尽くされ倒される。
武者空陣 浮羅威矢（むしゃくうじん フライヤ）
大河が操縦する武者精太とヒロシの武者風雷主が合体したSD戦士。BB戦士の武者精太に竜骨の兜と肩鎧、手に武者風雷主の槍と元祖SDの武者精太風雲騎馬スペシャルの盾、背中に麒麟の神器の翼を装備し、波走機形態の武者風雷主の上に乗る事で完成する。SDスピリット指数は100。
ダルタニアン岡崎のスペリオルドラゴンと戦った。
合体サザビー
G研全国大会で、暗黒のかけらの力で復活した武者漣飛威と騎士サザビーが合体したSD戦士。
卍車
BB戦士の百鬼丸がSDガンダムレーサーというミニカーの百鬼丸の上に乗った形態。
千竜将軍
関 宏明のSD戦士。当時実際にバンダイ主催で募集された「オールガンダム3Dコンテスト」の第一回大会に出品されていた関東・甲信越・静岡地区代表の作品がモデル。武者仁宇と飛龍をベースに、機甲戦記ドラグナーのガンドーラのバイク部分と武者百士鬼改の破守駄砲（バスターキャノン）を組み合わせたものとなっている。
倒した相手からパーツを奪い取っており、光の玉や暗黒のかけら、そして閃光剣を携行していた。
武者荒烈駆主 風林火山合体鎧
武者荒烈駆主に風林火山4つの鎧を組み合わせて装着したSD戦士。武者荒烈駆主 風林火山スペシャルともいう。風の鎧の兜に山の鎧の前立と光の玉アス、林の鎧の肩鎧、武神の鎧の胴鎧に火の鎧の前立、バックパック両側に林の鎧の兜飾り（翼）を装着している。
新荒烈駆主を使ってG研の後輩に稽古をつけていた大河のところに狼馬が操作する輝くF91が現れて地の鎧と地帝の神器を奪われてしまい、苦戦する大河を見かねた後輩たちは自分達のキットからパーツを差し出して荒烈駆主を応急処置的にパワーアップさせた。
七面武神
椎谷が武神頑駄無を改造して作った闇改造戦士。武神頑駄無の兜の前立てと側面、盾に鬼面が新たに付き、合計で七つの鬼面を持つ。口から発射する含み針には接着剤が仕込んであり、キットの関節に入り込んで動きを止める。
大河が操作するレッドファイター91と亜留のレッドウォーリアと戦った。倒したはずの武神頑駄無が消えた時に残した鬼面が灯台と合体して巨大な姿で出現。しかしそれは幻影で、額の鬼面を破壊された事で通常サイズに戻った後、大河と亜留によってとどめを刺された。
暗黒四代目大将軍
大暗黒SD連合が大河達から奪った四代目頑駄無大将軍の設計図を元に作成。: 黒を主体としたカラーリングになっている事と鳳凰の部分が蝙蝠になっている頑駄無結晶（名称は暗黒結晶(ダーククリスタル)）以外は四代目頑駄無大将軍と差異はない。
最初は作動出来なかったがG研を襲撃した際に大河、ヒロシ、亜留のSD戦士に隠されていた『テンカトウイツ』のパスワードを揃え、作動プログラムのプロテクターを解除してプログラムをハックして始動した。
デラーズで吸収したSDスピリットで強大なパワーを発揮し、ガンマスターを圧倒した（ただし後に立体化された際に表記されたSDスピリット指数はガンマスターよりも低い）。が、大河によって頑駄無結晶を取り付けられ、元の四代目大将軍に戻った。
全龍将軍
龍頑駄無をベースに、疾風の仁宇、武者風雷主、二代目将頑駄無などの武者から龍の意匠を持つパーツを装着したSD戦士。SDスピリット指数290。
ヒロシが操縦していた龍頑駄無にタケシがパーツを付け足した。大河の四代目大将軍と戦ったがパーツを付け足した十力大将軍に敗れた。
十力大将軍（じゅうりきだいしょうぐん）
四代目頑駄無大将軍に初代の八紘の光輪と飛翔の剣、二代目の大目牙砲（オメガキャノン）と刀、三代目の光の玉（クラッカーのように糸で繋がっている）を装着したSD戦士。SDスピリット指数700。
名前は初代（1）＋二代目（2）＋三代目（3）＋四代目（4）＝10であることに由来する。
白龍頑駄無 大河スペシャル
大河と亜留が作った白龍頑駄無。龍馬“白”の弾丸発射装置を腹部に仕込んだ和魂ミサイルと、胸部の龍を発射出来るようにした龍虎ミサイルを使う。
黒龍頑駄無
タケシが操るSD戦士。外見は黒く塗装された白龍頑駄無で、バックパックのパーツをミサイルポッドへと改造してある。
高い戦闘能力を駆使し、両足をドリルに変えたり戦闘エリアであるコロニー内からピットインの出来ない宇宙空間へ移動したりして大河の白龍頑駄無を苦しめたが、胸の和魂の塗装が剥げてそれを目印とした白龍の反撃で敗北した。
太陽龍頑駄無（サンりゅうガンダム）
白龍頑駄無、青龍頑駄無、赤龍頑駄無が大河の結界コントローラーの力で合体したSD戦士。
読者の投稿では名前は当初、三龍となる予定だったが三流のようで弱そうということからこの名がつけられた。
奇械魔人サザビー
将軍Xが支配する戦国時代で大河達と戦ったSD戦士。
サザビーの頭と武者漣飛威の体をもち、額に強化武具セットの漣飛威の前立て、肩に暗黒のかけら、背中に騎士サザビーのグリフォンを装着している。
百鬼神（ひゃっきじん）
百鬼丸に、頭部に武者荒烈駆主の武神の鎧の鬼面、肩に武神頑駄無の肩鎧、胴体に信玄頑駄無の兜の鬼面のメッキパーツ、背中に影荒烈駆主の影武神、右足に頑駄無副将軍の胸の鬼面、左足に隠密頑駄無の胸の鬼面（角を切り取る）をつけたもの。
将軍Xに操られた大河の知人・拳太が操り、大河の烈破頑駄無と戦い、毒素を含んだビームを烈破の鎧を通して吸収させていた。この百鬼神には久しぶりにSDスピリット指数が設定されていて、その数値は999である。
赤鋼の烈破（あかはがねのれっぱ）
烈破頑駄無の軽装タイプに龍頑駄無の兜を装着した姿。
百鬼神に烈破の鎧を破壊された大河が、破壊されたパーツを補う目的で龍頑駄無の兜を装備した。
青鋼の烈空（あおはがねのれっくう）
烈空頑駄無の軽装タイプに隼頑駄無の兜を装着した姿。将軍Xが取り付いたヒロシが使用した。
得意の空中戦で烈破を倒すが、後に登場した超軽闘士に敗れる。
漫画では烈空の鎧の胴鎧を着けているが、赤鋼の烈破や、烈空の肩には鎧を着けていない。
超軽闘士（スーパーライトファイター）
赤鋼の烈破を破壊されて無数のプラモの残骸がある所に落とされた大河が、武者頑駄無の頭部・烈光頑駄無の下半身・烈破頑駄無の胸部・烈空頑駄無の両腕を組み合わせて作ったSD戦士。今でこそBB戦士では当たり前になっている「腕の回転・腰の可動・蹴りポーズ」を初めて兼ね備えたSD戦士である。
さらにその後に行われたブラックVガンダムとの戦いでは1/144トムリアットの下半身とビームローターを装着した。
白鋼の飛天（しろはがねのひてん）
全身が銀色の飛天頑駄無。将軍Xが狙う物語終盤の重要アイテム。赤鋼の龍と青鋼の隼と一つの場所に集まった時、長谷川を天上界に飛ばした。
コミックボンボンで限定キットとしてプレゼントされたことがあった。

### フルスクラッチビルド・その他
クリスタルガンダム
亜留のかつての仲間の氷室令子が操作する、女性的なデザインを持つガンダム。
大河のレッドウォーリア、亜留のツインクロスメカと戦い、その名の通り透き通ったボディでビームソードを屈折させ無力化させていた。クリスタルの様な形に変形し、仲間の元祖SDのキュベレイのクリアーパーツになっているモノアイから発射されるビームを増幅して撃ち出す合体技を使う。一時的に亜留が戦線離脱した事で不利になった大河のレッドウォーリアを敗北寸前まで追い詰めるが、戦線復帰した亜留の助言で大河がレッドウォーリアの胸部から発射したペイント弾でレンズが汚されてビームを増幅出来なくなり逆転される。
地獄(ヘル)ジオング
亜留のかつての仲間の『嗟丹の兄弟』が使ったSD戦士。
魔物のようなデザインに変更され、腹部にある『嗟丹の兄弟』の兄・剛造の顔はジオングの体内に隠された体を持った人面犬となる。
悪魔ケンプファーと大河が戦っている間に、シンナーや接着剤を使って動きを止めた上でプラモを溶かすという手段で亜留のパーフェクトガンダムを倒す。剛造が1人で操っていると思われていたが、実は剛造は人面犬を、弟の金造は地獄ジオング本体を操っていた事が分かり、2対1で大河のレッドウォーリアを倒してプラモの残骸の山に投げ落とすも、最後は大河がプラモの残骸から作り上げた大農丸によって一瞬でトドメを刺された。
悪魔(デビル)ケンプファー
亜留のかつての仲間の『嗟丹の兄弟』が使ったSD戦士。MSの外殻の中には頭に手足の着いた悪魔の様な本体がある。
体は粘土製の為に打撃を受けても直ぐに修復可能であったが、大河のレッドウォーリアによって火の中に落とされて敗北。最初は『嗟丹の兄弟』の弟の金造が操っていると思われていたが、ケンプファーの残骸の中に札を入れ、兄弟が術で操っていた事が発覚した。
また、模型テクニックのノート部分を持つ嗟丹の兄弟が粘土を使ったキットを使った事からプラモ狂四郎のエピソードとの関連を見せた。
スモウガンダム
全国大会の新潟代表の佐渡大介がスクラッチで造り上げたSD戦士。その正体はスミス大薫が操る殺駆頭で、スモウガンダムはそれを隠す外装であった。
正体を見せた直後に殺駆頭は暗黒のかけらと合体し、復活闇将軍となった。
バサラマンダー
ヒロシのガンキラーが大河の千生将軍の頭の内に入り込み後頭部を突き破って誕生した。SDスピリット指数250。
最初は獣の様な叫びをあげ千生将軍と戦うが、ヒロシが正気に戻る事で味方になり、その後は弟のタケシの操る千壱将軍の上半身と合体し、弟のサポート役に勤めた。バサラマンダーを使用する時はヒロシはタケシや大河のサポートに回る。
「バサラマンダー」は漢字では「伐折羅漫蛇」と書く。
キラーマスター
ガンキラーを倒す為に亜留が製作。SDスピリット指数800。
千生将軍と合体してミラクルマスターになる機能を持つが、登場時、大河の千生将軍は既にデラーズに食べられてしまっていたので合体することはできなかった。
新世大将軍
天上界で長谷川が会った武者。
闇帝王によって卵に封じ込められていたが復活し、大河達の力を得て闇帝王を倒す。
闇帝王
将軍Xの正体。伝説の大将軍編の闇帝王と違い腹部に目玉の様なパーツが付いている。

## 設定・用語
G研
正式名称は「ガンダム研究会」。第2話までは「ガンダム研究会」と呼ばれていたが、第3話より「G研」とのみ言われるようになる。東京支部はGセンター（後にG研ビルとも呼ばれる）というビルの5階にある。
第1話でたまたま大河とススムに会った川口克己によると、究極のガンダム・ハイパーガンダムを作り出す為に全国の小中学生を集めて発足させる事にしたらしい。
入るためには三択問題による選択試験とスクリーンに映し出されたキットを動かして対戦する実戦試験に合格する必要がある。なお、大河は選択試験で0点、ススムは実戦試験で負けた事により補欠会員として入会している。
全国各地に支部があるようで、名古屋、山形、三重、沖縄、奈良などの支部の存在が確認出来る。
北海道支部に大暗黒SD連合の人間が入り込んでいたり、九州の支部にはジオラマ内に卑怯なトラップを仕込むモデラーが所属していた事もある。
その他、ガンダムフォースを開発する為の特別チーム・SD少年コマンドもある。
SDスピリット指数
この作品に登場するSD戦士の戦闘力は、「SDスピリット指数」として表示されており、コミックボンボンの『ガンダム野郎』作例ページでも盛んにアピールされた。指数はパーツの組み合わせによって数値が上下するが、大農丸のように単純に二代目大将軍（80）と農丸のパーツ（6）の合計値（86）になる場合もあれば、大福将軍のように三代目大将軍（108）に副将軍のパーツを足しただけなのに副将軍の指数（55）がまるまる加算されて163になるケースもあり、明確なルールが存在しない。
また、G研全国大会では出場選手のヘルメットやヘッドギアにSDスピリット指数が表示されるディスプレイがあり少なくとも2桁までは表示されていた。全国大会には108や120の指数をもつSDも登場したがディスプレイに表示できるかは不明。
大暗黒SD連合との決戦後、作中にSDスピリット指数は登場しなくなる。